# In Guitar Festival Winterthur

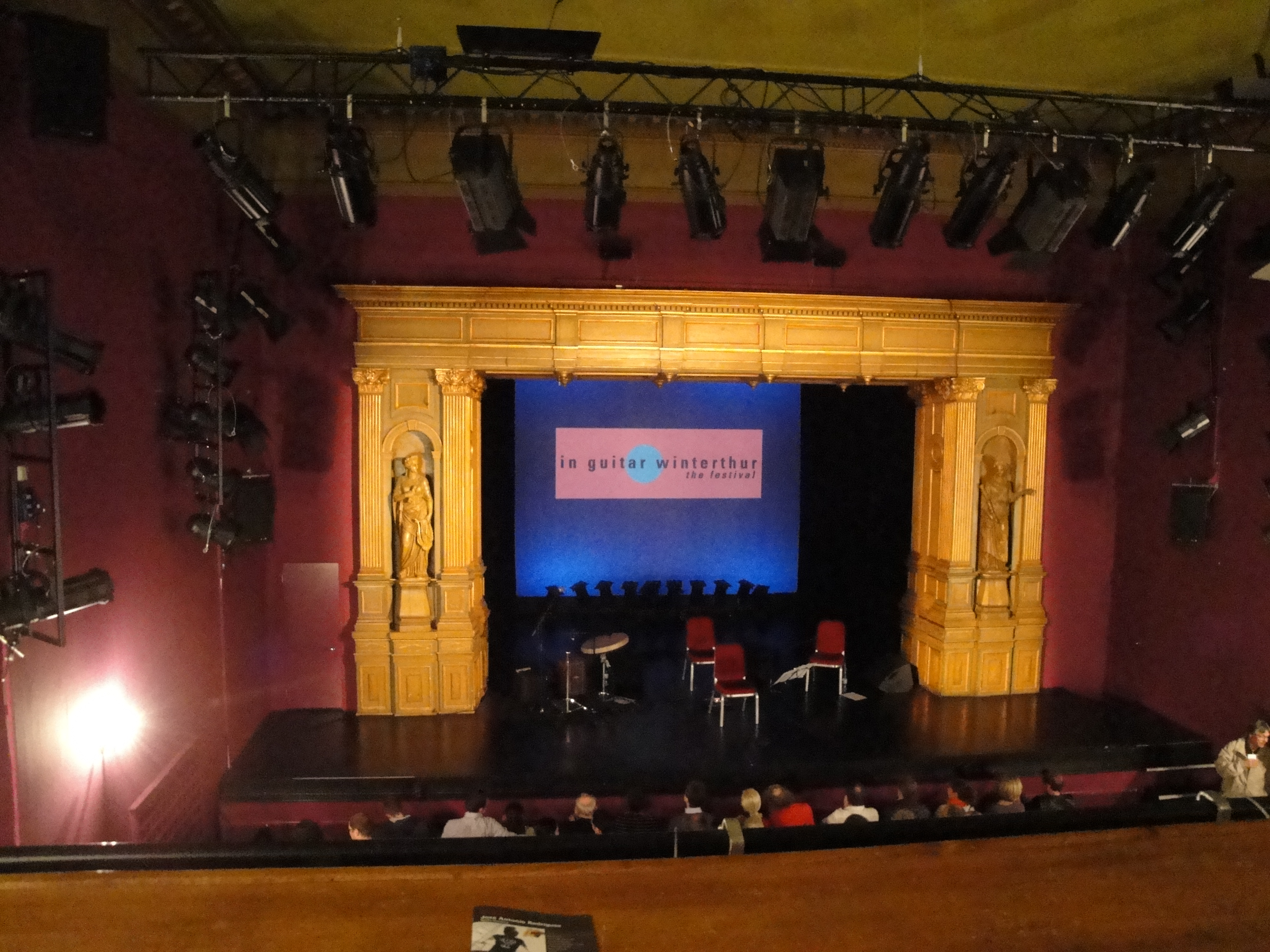
In Guitar Festival im Casinotheater (2012)

Das In Guitar Festival Winterthur ist ein internationales Gitarrenfestival, das jährlich im Frühling für 4 Tage in Winterthurer Konzertorten, wie dem Casinotheater Winterthur, Alte Kaserne, Theater am Gleis, Villa Sträuli, Marionettentheater im Waaghaus und der Kunsthalle Winterthur (ebenfalls im Waaghaus) stattfindet. Die Veranstalter, das eos guitar quartet und das Casinotheater Winterthur, laden Gitarristen der Stilrichtungen Flamenco, Brasilianische Musik, Jazz, Fusion und klassische Musik aus aller Welt ein. Dabei ist Nachwuchsförderung ein Anliegen des Festivals.

## Workshops und Ausstellungen
Im Rahmen des Festivals werden dem Publikum Workshops unter der Leitung der eingeladenen Gitarristen angeboten. In Ausstellungen und Vorträgen stellen bekannte Gitarrenbauer wie z. B. 2012 Paulino Bernabé (Sohn seines gleichnamigen Vaters) aus Spanien oder Zoran Kuvac aus Bosnien ihre Arbeit als Gitarrenbauer und Meistergitarren aus ihrer Werkstatt vor.

## Künstler

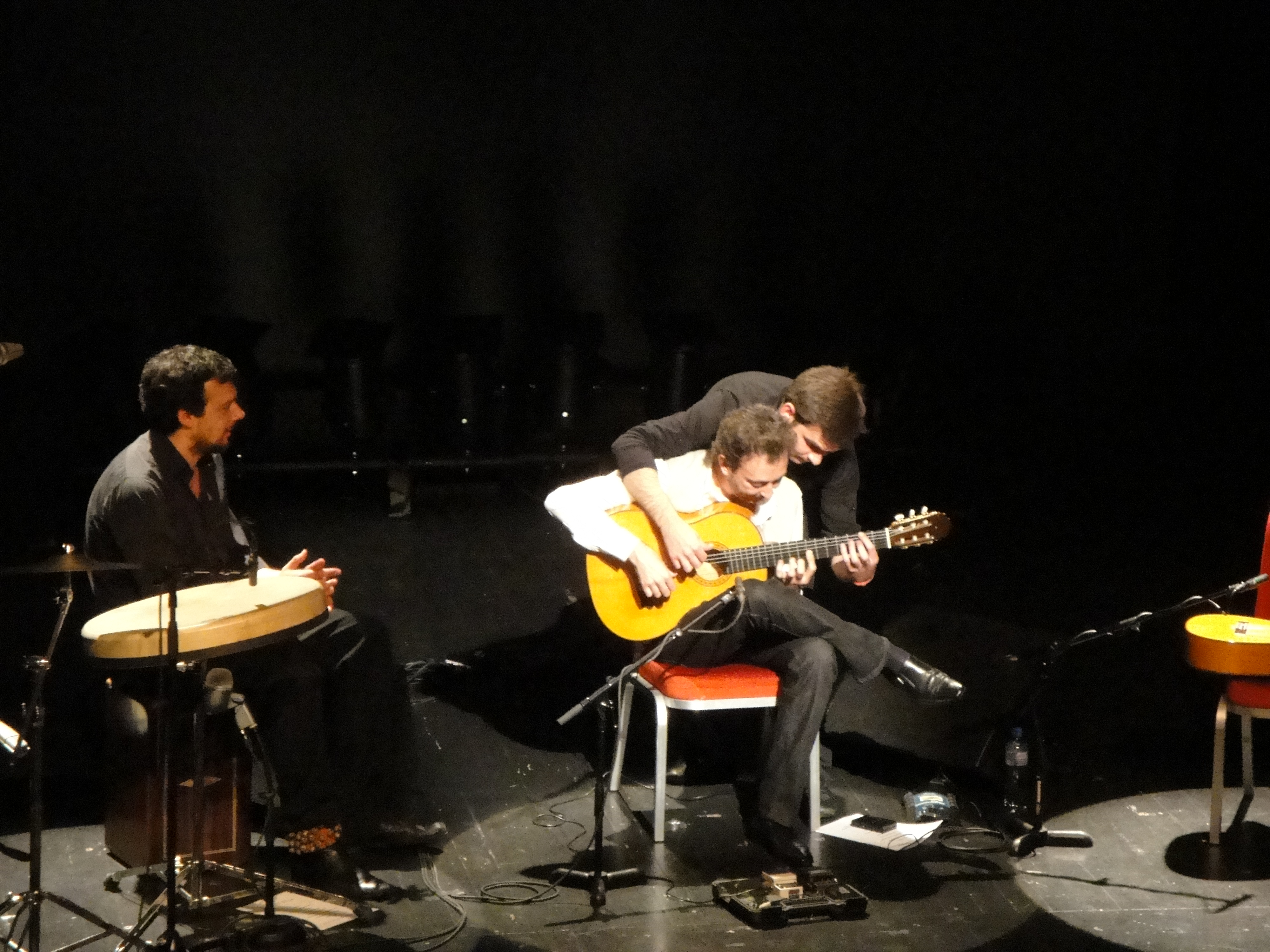
José Antonio Rodríguez

| Jahr | Künstler |
| ---- | --- |
| 2014 | Musikkollegium Winterthur, Yang Xuefei & Eos Guitar Quartet unter der Leitung von Leo Brouwer; Doris Kreusch-Orsan, Johannes Tonio Kreusch, Yang Xuefei, Azúcar, Albert Lee & Hogan‘s Heroes, Juan Falú, Josué Tacoronte & Alberto Solís, Aniello Desiderio&Quartetto Furioso, Julia Malischnig & Ingrid Oberkanins |
| 2013 | Norbert Schneider und Band, Noche Española mit Carmen Linares, Eos Guitar Quartett, Ricardo Espinosa, João Carlos Victor, Simon & Urs Stirnimann, Mariam Boccali, Carlos Dorado, Michael Erni, Duo Clormann, Duo Siqueira, Gitarrenensemble Zürich, Jenny Chi, André Siqueira                                       |
| 2012 | José Antonio Rodríguez, Scala Mobile Duo, Ralph Towner, Eos Guitar Quartett, GuitarSoundOrchestra, Aliéksey Vianna Trio, Urs Güntensperger, Duo Joncol, Edmauro de Oliveira, Benjamin Scheck, Antonio Valero, Julio Azcano                                                                                          |
| 2011 | Roberto Aussel, Amadeus Guitar Duo, Claus Boesser-Ferrari, Antón Jiménez, Tuck & Patty, Fabián Cardozo, Ensemble La Volta, Ahmed El-Salamouny Trio |